# Ponzano Monferrato
Ponzano Monferrato és un municipi situat al territori de la província d'Alessandria, a la regió del Piemont, (Itàlia).
Ponzano Monferrato limita amb els municipis de Castelletto Merli, Cereseto, Mombello Monferrato, Moncalvo i Serralunga di Crea.
Pertany al municipi la frazione de Salabue.

## Galeria

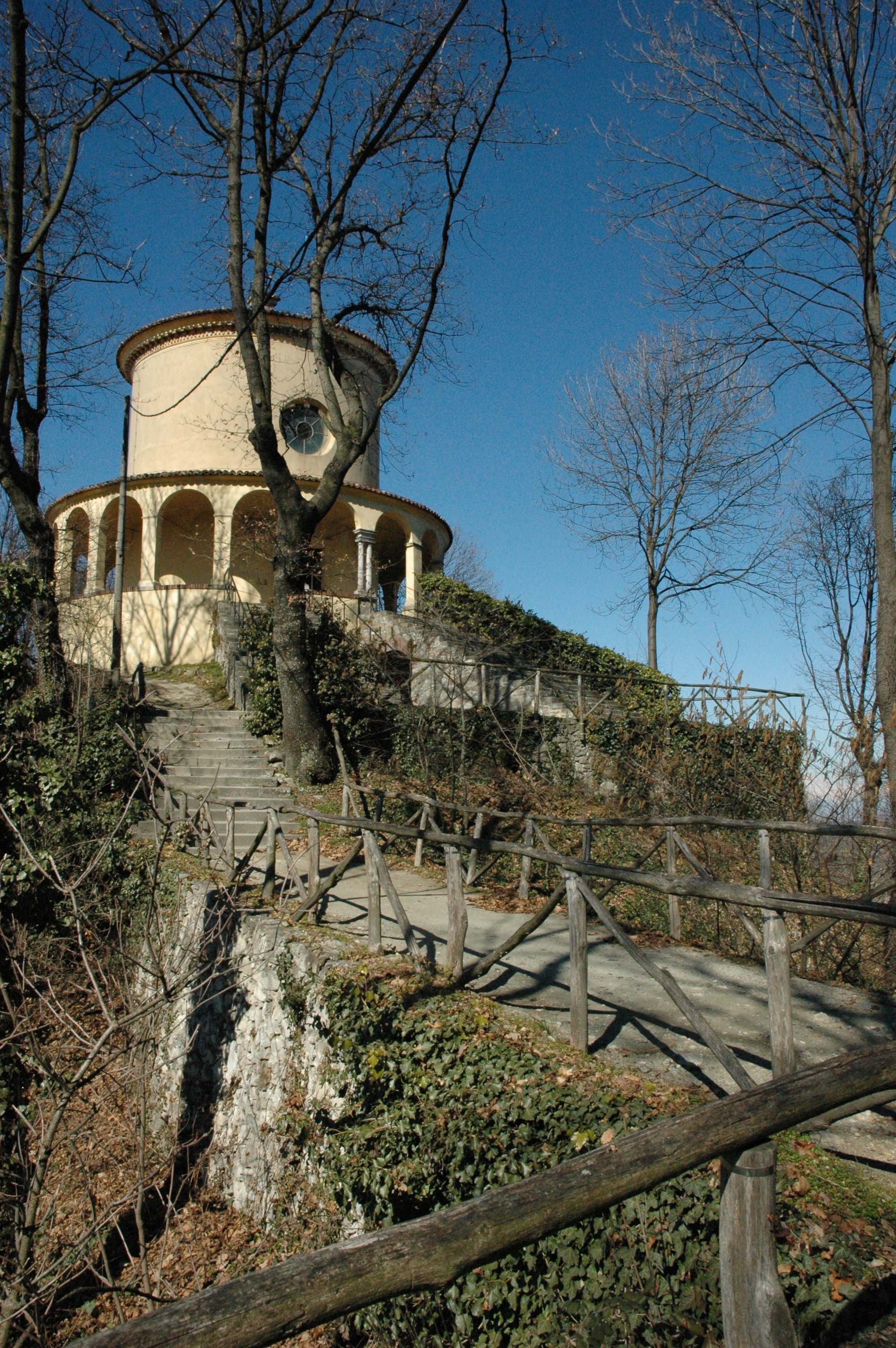
Sacro Monte di Crea (Capella del Paradís)
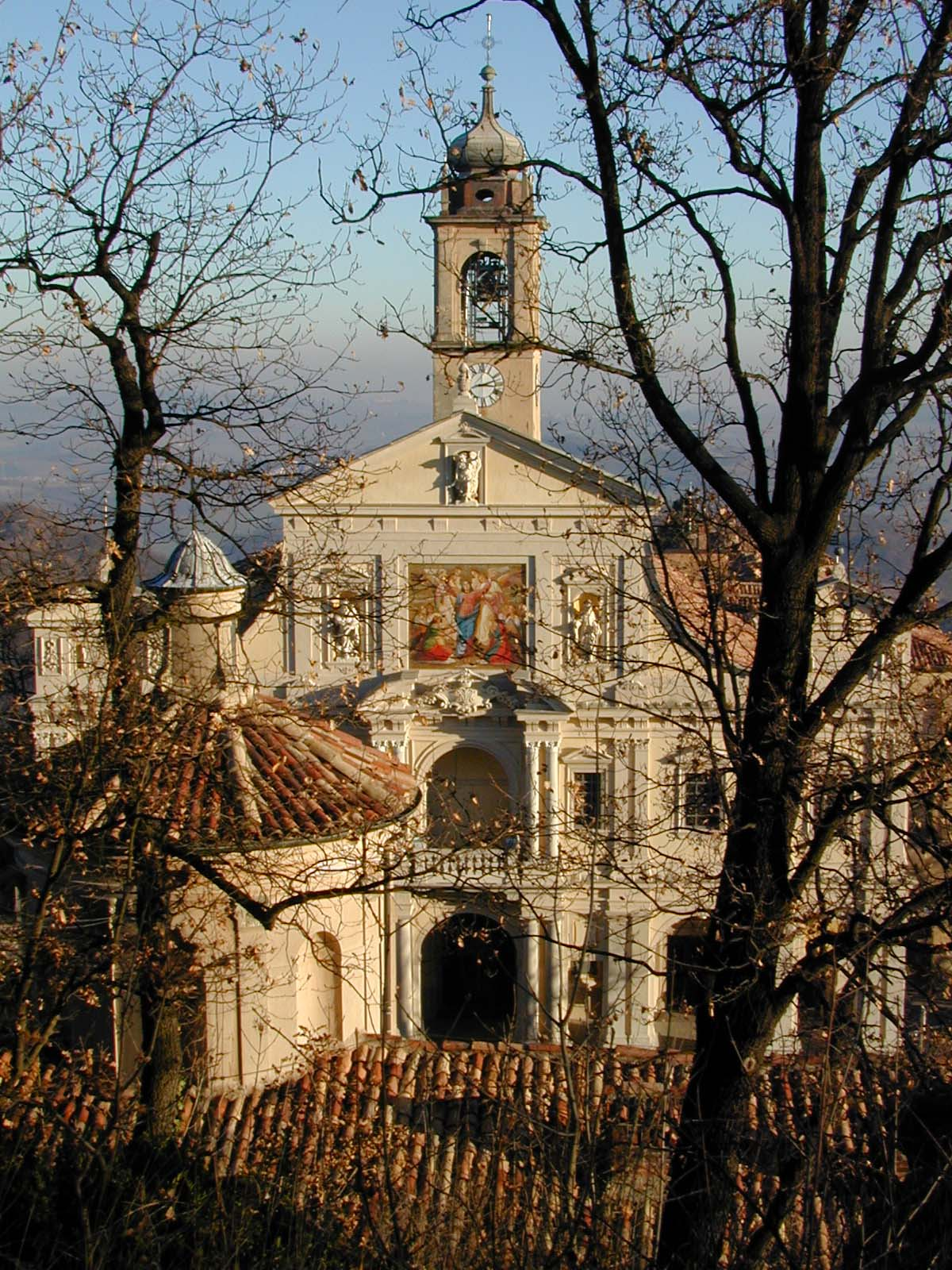
Sacro Monte di Crea (Santuari)
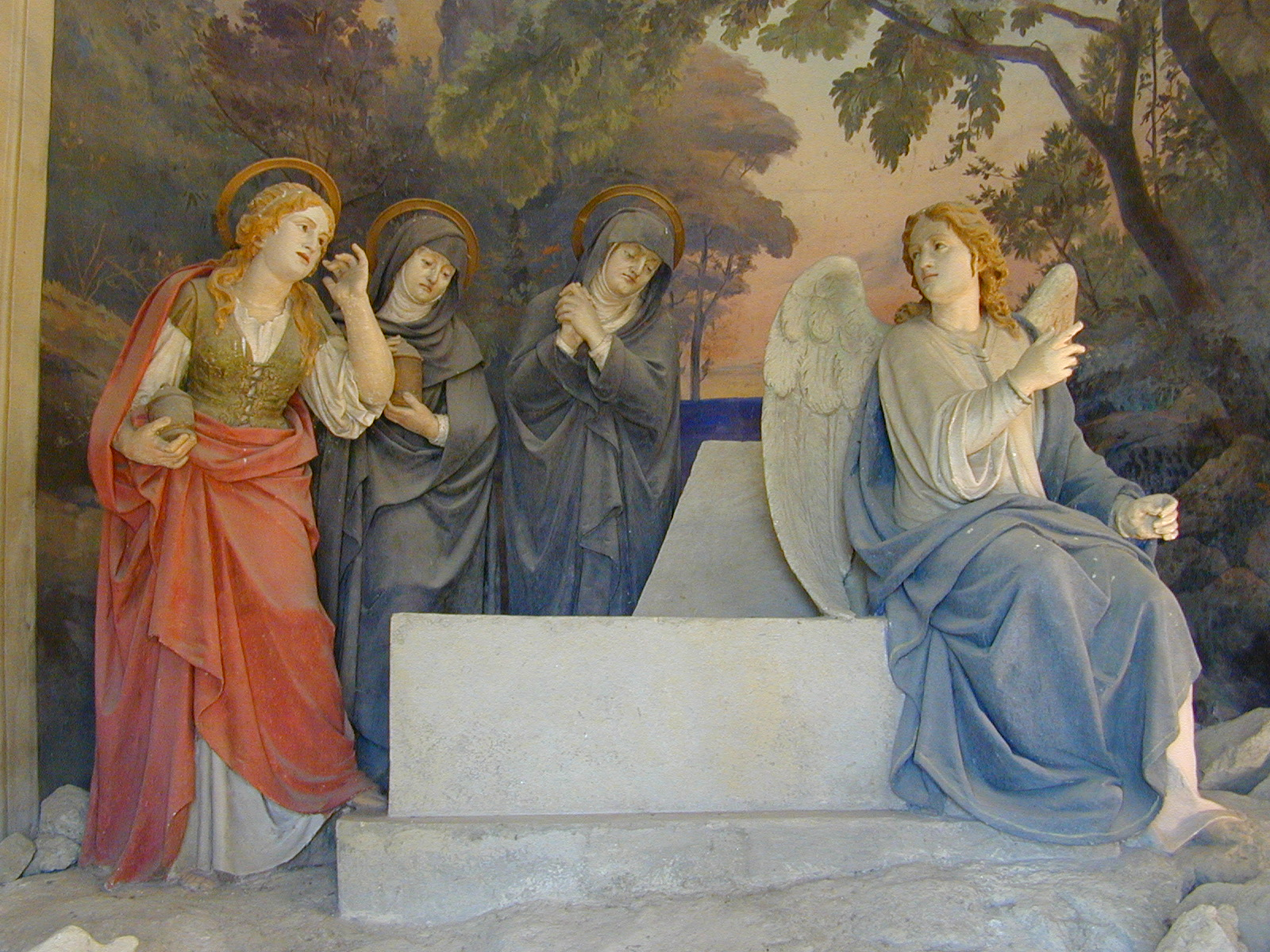
Sacro Monte di Crea (Capella de La Resurrezione)